# Lucius Calpurnius Piso Frugi Licinianus
Lucius Calpurnius Piso Frugi Licinianus (* 38; † 15. Januar 69 in Rom) war ein römischer Senator und kurzzeitig im Jahr 69 römischer Mitkaiser bzw. Thronfolger des Galba und damit erster designierter Thronerbe, der nicht mit dem vorhergehenden Kaiser verwandtschaftlich verbunden war.

## Leben und Karriere
Lucius Calpurnius Piso wurde im Jahr 38 geboren. Er stammte aus einem vornehmen römischen Geschlecht, das schon in den Zeiten der Republik zur Nobilität gezählt hatte. Seine Eltern waren Marcus Licinius Crassus Frugi, der im Jahr 27 Konsul gewesen war, und Scribonia. Unter der Herrschaft des Claudius wurde der Vater, unter derjenigen Neros die Mutter getötet, und Piso musste in Verbannung leben. Als nach dem Selbstmord Neros Galba am 8. Juni 68 zum Kaiser ausgerufen wurde, rief er Piso nach Rom zurück und adoptierte ihn am 10. Januar 69. Laut Sueton hatte der kinderlose Galba schon vorher Gefallen an Piso gefunden und diesen in seinem Testament zum Erben seines Vermögens und Namens eingesetzt.
Vorangegangen war der Adoption der Abfall der Legionen am Rhein von Galba: Am 1. Januar 69 verweigerten diese Legionen den Treueeid auf den Kaiser. Galba hoffte, seine bedrohte Position durch die rechtzeitige Regelung der Nachfolge stabilisieren zu können. Nach seiner Adoption wurde Piso den Prätorianern und Senatoren sogleich als Nachfolger (Caesar) präsentiert; doch Galba unterließ es, die in diesem Zusammenhang üblichen Geldgeschenke zu machen, was ihm und Piso den Unmut der Soldaten einbrachte. Piso, der jung war, noch kein Amt bekleidet hatte und praktisch keine Verdienste vorweisen konnte, die in römischen Augen eine für einen Kaiser ausreichende auctoritas begründet hätten, war insgesamt in keiner besonders guten Position, besaß aber immerhin die Position eines XVvir sacris faciundis. Wenn Galba vor seinen engsten Beratern tatsächlich, wie Tacitus in seinen Historien überliefert, von der „Auswahl des Besten“ sprach, muss dies folglich vor allem auf die Abstammung Pisos gemünzt gewesen sein. In den vier Tagen zwischen Adoption und Tod sei Piso, so Tacitus, weder durch eine öffentliche Rede noch durch eine Handlung hervorgetreten. Im Senat sei der Plan diskutiert worden, Piso zu den meuternden Legionen am Rhein zu schicken, was unter anderem vom Prätorianerpräfekten Laco, dessen Teilnahme ebenfalls erwogen worden war, verhindert worden sei.
Als sich am 15. Januar Otho, der selbst gehofft hatte, von Galba adoptiert zu werden, zum Kaiser proklamierte, wurde Galba auf dem Forum nach einem Opfer ermordet. Piso, der in einem Vesta-Tempel Schutz gesucht hatte, wurde dort herausgezerrt und ebenfalls ermordet; ihre abgeschlagenen Köpfe wurden ins Prätorianer-Lager zu Otho gebracht. Pisos Gemahlin, Verania Gemina, und sein älterer Bruder, Crassus Scribonianus, bestatteten ihn. Die Grabinschrift für Piso und seine Frau ist überliefert.
Als das Bürgerkriegsjahr 69 zu Ende ging, hatte der General Vespasian als neuer Kaiser die Macht übernommen. Der Bruder Pisos, Crassus Scribonianus, fiel nun der Regierung Vespasians zum Opfer und wurde ermordet. Im Jahre 70 sprach man sich im Senat dafür aus, Pisos Andenken zu ehren, ohne gegen Domitian, der Vespasian im Senat vertrat, damit durchdringen zu können.